# Адель Станіславська
Адель Станіславська (справжнє ім'я Олександра Федорів, народилася 12 січня 1976 в селі Марківцях, Тисменицького району, Івано-Франківської області) — українська поетеса і прозаїк.

## Життєпис
Батько родом із Полтавщини, мати з Івано-Франківщини.
У 1991 закінчила Марковецьку, на той час неповну середню школу. У 1993 здобула середню освіту (зі срібною відзнакою) у селі Старі Кривотули, Тисменицького району.
Здобула професію бухгалтера. Після одруження народила доньку і присвятила кілька років її вихованню.
З 1997 працювала продавцем магазину, завідувачкою виставкового залу на промислово-продуктовій базі (1998—2000).
З 2004-го року разом із чоловіком займається підприємницькою діяльністю у сфері виробництва комплектуючих меблевих деталей. З 2007 є керівником ТОВ «Меблайн», мешкає у м. Івано-Франківськ.
З 2012 по 2015 учасниця літературного вільного об'єднання аматорів та майстрів поетичного слова «Об'єднані словом».
Діти: дочка Яна (1994) та син Юрій (2000).

## Творчість
Віршувати почала у ранньому дитинстві. Вірш «Біла троянда», написаний у дев'ятирічному віці, був надрукований у районній газеті «Вперед», де згодом були надруковані ще кілька ранніх віршів.
Перша збірка поезій під назвою «Во ім'я любові» побачила світ у тернопільському видавництві «ІрМа» у 2010 році. ISBN 978-966-2103-10-6
У 2012 вийшла друга збірка поезій в Івано-франківському видавництві «Лілея-НВ». ISBN 978-966-668-287-4
Третьою книгою стала збірка малої прози «Правда і кривда», що вийшла у видавництві «Український пріоритет» у 2016 році, ISBN 978-617-7398-01-0
Співавторка колективних книг поезій:
- «Натхнення», що видана у лютому 2013 у м. Кременчук, видавець ПП Щербатих О. В.,
- «Воїнам світла» виданої за ініціативи та сприяння Благодійного фонду «ВІТА ДОЛЬЧЕ», 2015, м. Мукачеве,
- збірки революційної поезії «Говорить Майдан» у редакції видавничого дому «Чорнильна Хвиля», які висвітлюють революційні події з жовтня 2013 по квітень 2014,
- збірки патріотичної поезії призначеної у подарунок українським воїнам захисникам «Осінь у камуфляжі» виданої у грудні 2014 та перевиданої весною 2015, м. Кременчук, видавець ПП Щербатих О. В..

## Відзнаки
- 2015 — диплом (третє місце) у Всеукраїнському творчому конкурсі «Креативна Україна» у номінації музичний твір за авторство слів до пісні «Солдатику чи спиш?»
- У березні 2016 року нагороджена дипломом Міжнародної літературно-мистецької премії імені Пантелеймона Куліша за книгу оповідань «Правда і кривда».